# Poprad-Tatry ATP Challenger Tour
Poprad-Tatry ATP Challenger Tour byl profesionální tenisový turnaj mužů konaný ve východoslovenském Popradu. Konal se v letech 2015–2018 a řadil se do kvalitativně druhé nejvyšší úrovně mužského tenisu ATP Challenger Tour. 
Probíhal v červnovém termínu na otevřených antukových dvorcích. Dějištěm se stal areál Tenisové kurty mesta Poprad v ulici Boženy Nemcovej. V kalendáři okruhu vystřídal challenger Košice Open, který se hrál dvanáct let.
Do soutěže dvouhry nastupovalo třicet dva hráčů a čtyřhry se účastnilo šestnáct párů. Celková dotace k roku 2018 činila 42 500 eur a hráči měli zajištěnu tzv. Hospitality. V čele turnaje stáli bývalí tenisté, ředitelem byl Miloslav Mečíř, výkonným ředitelem Branislav Stankovič a manažerem Marián Vajda.
V roce 2019 organizátor Stankovič turnaj přestěhoval na antukové dvorce TK Slovanu Bratislava, kde se v témže termínu začal hrát pod názvem Bratislava Open. Po vypršení popradské smlouvy mělo dojít k přemístění do Tatranské Lomnice. Mezi důvody nerealizování tohoto záměru Stankovič uvedl nemožnost zajištění kvalitního zázemí a neochotu lomnického primátora, rovněž jako rozšíření startovního pole na čtyřicet osm singlistů.

## Přehled finále

### Dvouhra
| Rok  | vítěz               | finalista               | výsledek      |
| ---- | ------------------- | ----------------------- | ------------- |
| 2018 | Jozef Kovalík       | Arthur De Greef         | 6–4, 6–0      |
| 2017 | Cedrik-Marcel Stebe | Laslo Djere             | 6–0, 6–3      |
| 2016 | Horacio Zeballos    | Gerald Melzer           | 6–3, 6–4      |
| 2015 | Adam Pavlásek       | Hans Podlipnik Castillo | 6–2, 3–6, 6–3 |

### Čtyřhra
| Rok  | vítězové                       | finalisté                               | výsledek          |
| ---- | ------------------------------ | --------------------------------------- | ----------------- |
| 2018 | Tomislav Brkić Ante Pavić      | Nikola Čačić Luca Margaroli             | 6–3, 4–6, [16–14] |
| 2017 | Mateusz Kowalczyk Andreas Mies | Luca Margaroli Tristan-Samuel Weissborn | 6–3, 7–6(7–3)     |
| 2016 | Ariel Behar Andrej Golubjev    | Lukáš Dlouhý Andrej Martin              | 6–2, 5–7, [10–5]  |
| 2015 | Roman Jebavý Jan Šátral        | Norbert Gombos Adam Pavlásek            | 6–2, 6–2          |